# Bernhard Flies
Bernhard Flies, probablement né en 1770 à Berlin et mort en 1851[réf. souhaitée], est un médecin et compositeur amateur allemand. Il a écrit quelques morceaux pour piano et des chansons. Il est connu pour être l'auteur de la berceuse Schlafe, mein Prinzchen, schlaf ein.

## Biographie
Docteur de profession, on ne connaît que très peu de détails sur sa vie.

## Œuvres
Son morceau le plus connu est la berceuse Schlafe, mein Prinzchen, schlaf ein, aussi connue sous le nom de Wiegenlied. Cette berceuse a longtemps été attribuée à Mozart : publiée en 1799 comme une œuvre de Mozart, elle a finalement été publiée en 1803 sous le nom de Flies. Cette erreur a persisté jusqu'au XXe siècle : elle a figuré dans le catalogue Köchel sous le numéro K. 350, ainsi que dans d'autres catalogues de ses œuvres complètes. Les paroles de ce morceau sont tirées de Esther, une pièce de théâtre écrite par Friedrich Wilhelm Gotter en 1795.